# 諏訪神社の翁スギ媼スギ

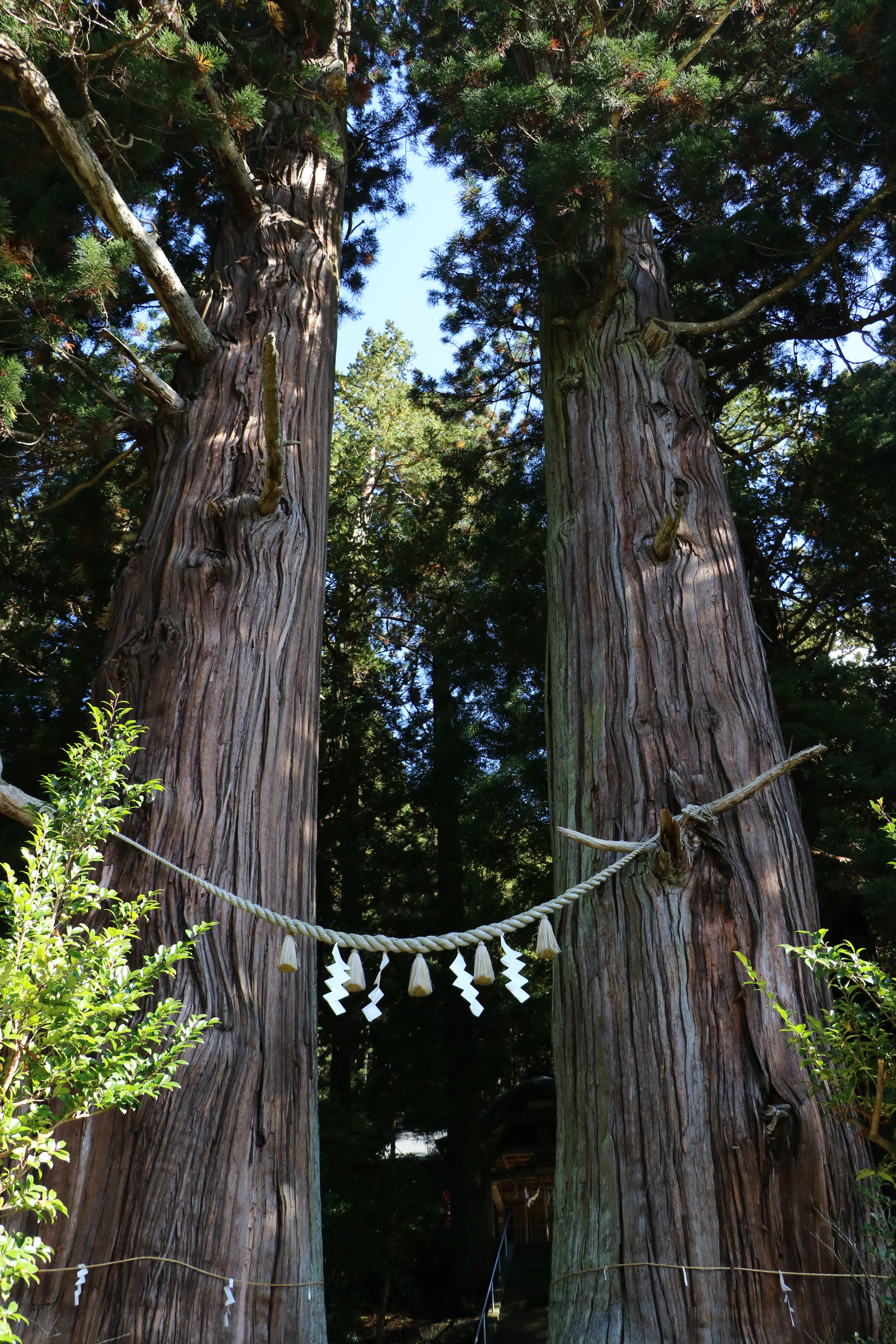
諏訪神社の翁スギ媼スギ。2023年10月25日撮影。

諏訪神社の翁スギ媼スギ（すわじんじゃのじじスギばばスギ）は、福島県田村郡小野町夏井に鎮座する諏訪神社境内に生育する、国の天然記念物に指定された、翁（じじ）と媼（ばば）と呼ばれる2株のスギの巨樹である。
翁スギ、媼スギは、それぞれが単木としても日本国内屈指のスギの巨木であるが、これほどのスギの巨木が相対して並び、ほぼ同じ大きさ、ほぼ同じ高さでそびえ立ち生育していることは珍しい。また樹齢は1,100年とも1,200年とも伝わる老樹であるにもかかわらず、両樹とも外観から認められる大きな損傷や衰弱等もなく、樹勢はいたって旺盛である。1937年（昭和12年）12月21日に国の天然記念物に指定された。諏訪神社の御神木でもあり、漢字表記も「爺・婆」ではなく、あえて「翁・媼」の文字を当てて「じじ・ばば」と呼び、古くから地域の人々に敬われている。

## 解説

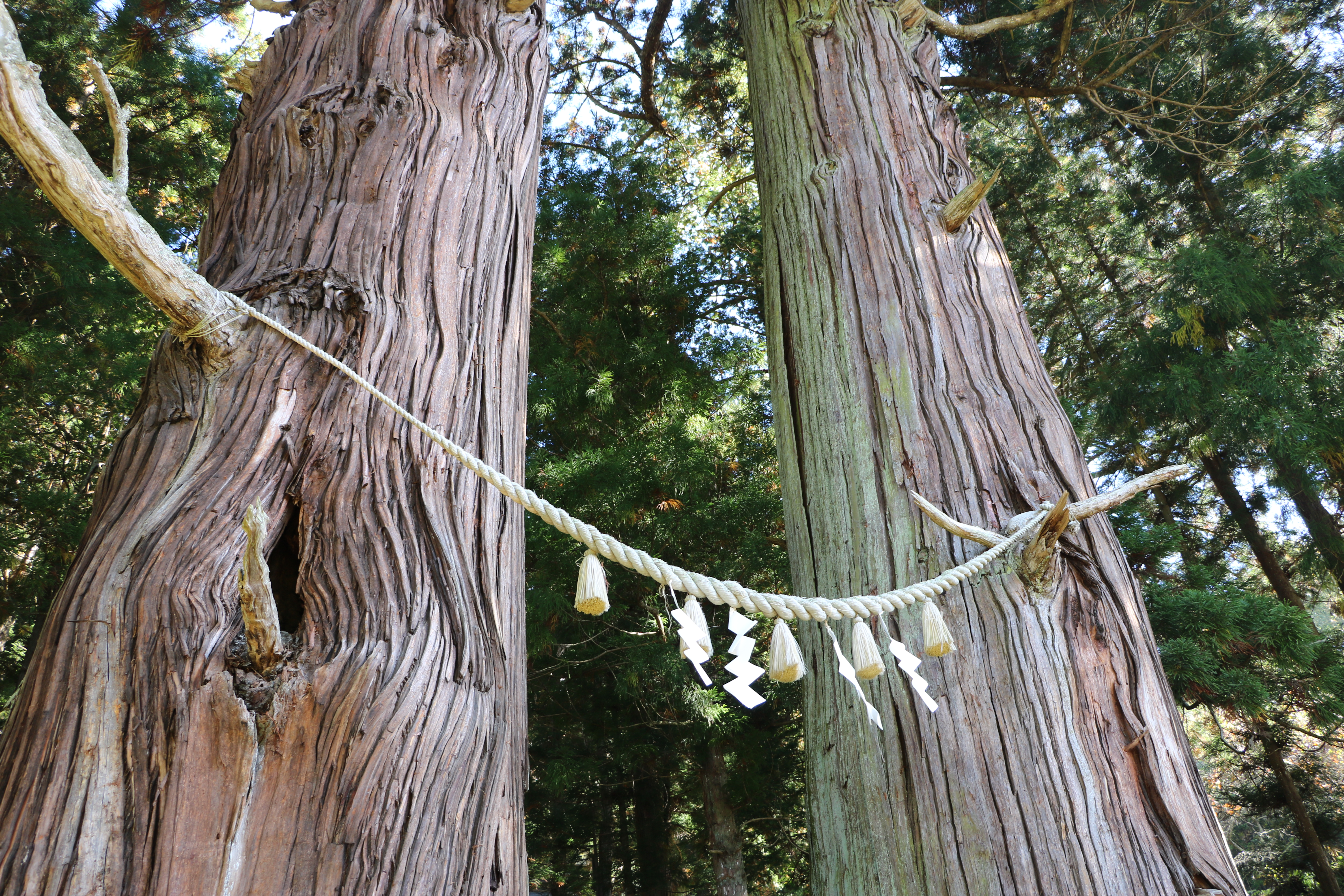
翁スギ媼スギの間には注連縄が渡されている。2023年10月25日撮影。

諏訪神社の翁スギ媼スギは福島県阿武隈高地の中ほどに位置する田村郡小野町の夏井地区にある諏訪神社の境内に生育している。所在する夏井地区は1955年（昭和30年）まで夏井村であったところで、小野町中心部の小野新町地区から南東へ約4.5キロメートルの位置にあり、阿武隈山地を流れ太平洋側に注ぐ夏井川の河川名の由来となった地域でもあり、諏訪神社の南側約100メートルの場所を夏井川が東西に流れる。
翁スギ媼スギのある諏訪神社は磐越東線の夏井駅から北側へ300メートルほどのところにあり、福島県道41号小野四倉線沿いに面して鎮座している。県道沿いの鳥居をくぐり境内の杉木立の参道を進んだ先にある石段の両側に、相対する形で翁スギ媼スギがそれぞれ屹立しており、2つの主幹同士は互いを結ぶように注連縄が渡されており、上方の樹冠は接しており1つに見える。社殿に向かって右側（東側）が翁スギ、左側（西側）を媼スギという。
2本のスギは根元の位置での間隔が1.37メートルあり、この間を参道が通じているが、複数の根が地表面に現れており、踏み固めによる悪影響を避けるため、今日では2本のスギの間は通行禁止となっている。2本とも斜面に生育しているため、斜面の下側にあたる根元の南側（県道側）と上側（社殿側）とでは約1.1メートルの高低差がある。このため根周りは上側の土際で計測したものが、翁スギは10.6メートル、媼スギが10.85メートルあり、幹囲は下側の土際から1.5メートルの高さで計測したものが、翁スギは9.2メートル、媼スギが9.5メートルである。2本とも樹高が非常に高く、翁スギは48.5メートル、媼スギは47.8メートルに達している。
国の天然記念物指定に先立ち現地調査を行ったのは植物学者の三好学である。三好は1936年（昭和11年）10月10日に当地に赴き、前述の数値を測定しており、神社境内にある他のスギの巨樹も調査している。翁スギ媼スギはスギ単体として日本有数のものであるだけでなく、これほどのスギの巨樹が2本ともほぼ均等に生長を遂げ直立屹立している例は他に類がなく、また外見上の損傷や衰弱が2本とも見られないことも特筆されることで、当時の保存要目第一「名木、巨樹、老樹」として、現地調査翌年の1937年（昭和12年）12月21日に国の天然記念物に指定された。
諏訪神社の来歴によれば、宝亀11年（780年）に陸奥按察使兼鎮守副将軍の紀広純が、蝦夷の族長伊治呰麻呂に殺害された宝亀の乱の際、時の光仁天皇らにより鎮圧のための征東使の派遣が行われた。派遣をめぐる混乱から実際に鎮圧に赴いた人物が誰なのかは諸説あるが、夏井の諏訪神社はこの討伐派遣の際に造営されたものとされており、諏訪神社に伝わる由来は次のようなものである。伊治呰麻呂を鎮圧するよう光仁天皇から任じられた中納言の藤原継縄は、勿来関を過ぎて夏井の当地に陣地を張り、地元の豪族石城大領（石城国造）や標葉大領（標葉氏）らが馳せ参じ加勢した。継縄はこの地に社檀（社殿）を設け若杉を2本手植えして諏訪大明神を祀り、戦勝を祈願した後に敵地へ進んだといわれ、この時の手植えの2本の若杉が翁スギ媼スギであると伝えられている。
スギに限らず巨木が2本並ぶ様子は日本各地で「夫婦○○」など夫婦に例えられることが多く、特にスギの老樹に対しては「爺（翁）」と「婆（媼）」に例えられるが、国の天然記念物に指定されたスギのうち「爺」と付くものは本物件以外には、羽黒山の爺スギ（山形県鶴岡市）と安良川の爺スギ（茨城県高萩市）の2件があるものの、いずれも「婆」は現存せず、爺婆ともに健在なのは諏訪神社の翁スギ媼スギのみである。

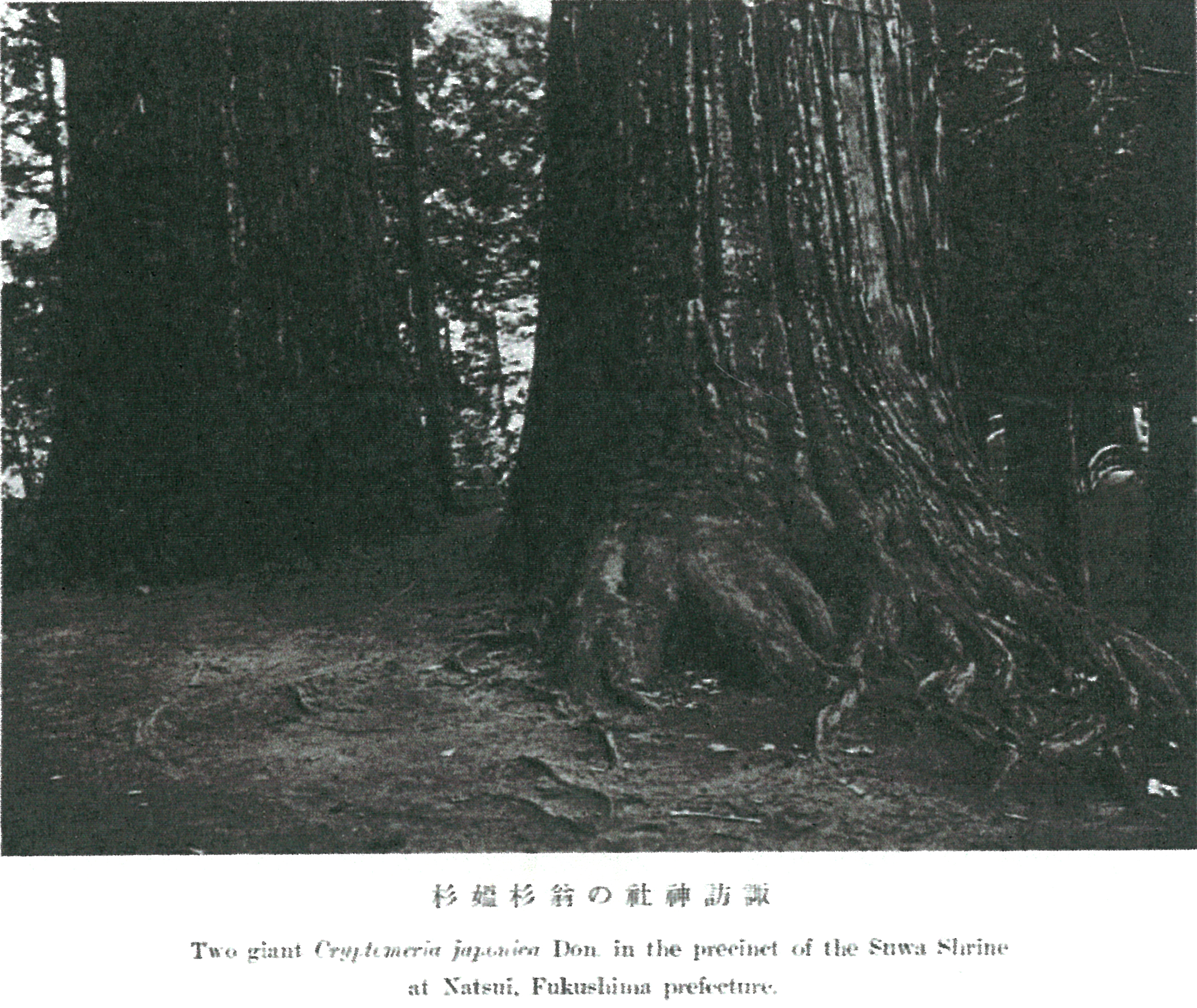
現地調査時に撮影された翁スギ媼スギ。1936年10月10日撮影。
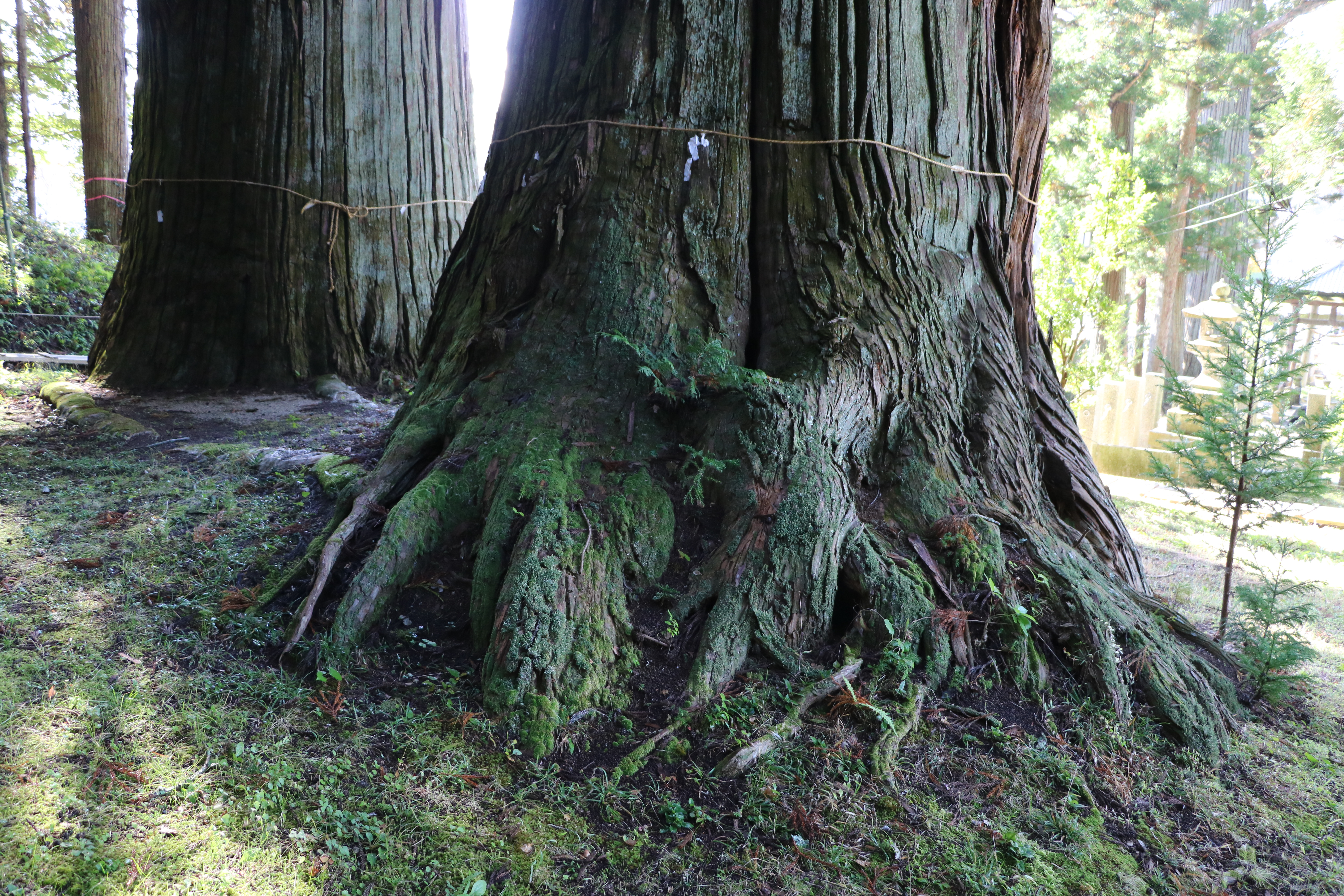
根回り。指定当時（左の画像）とほぼ変わらない。2023年10月25日撮影。
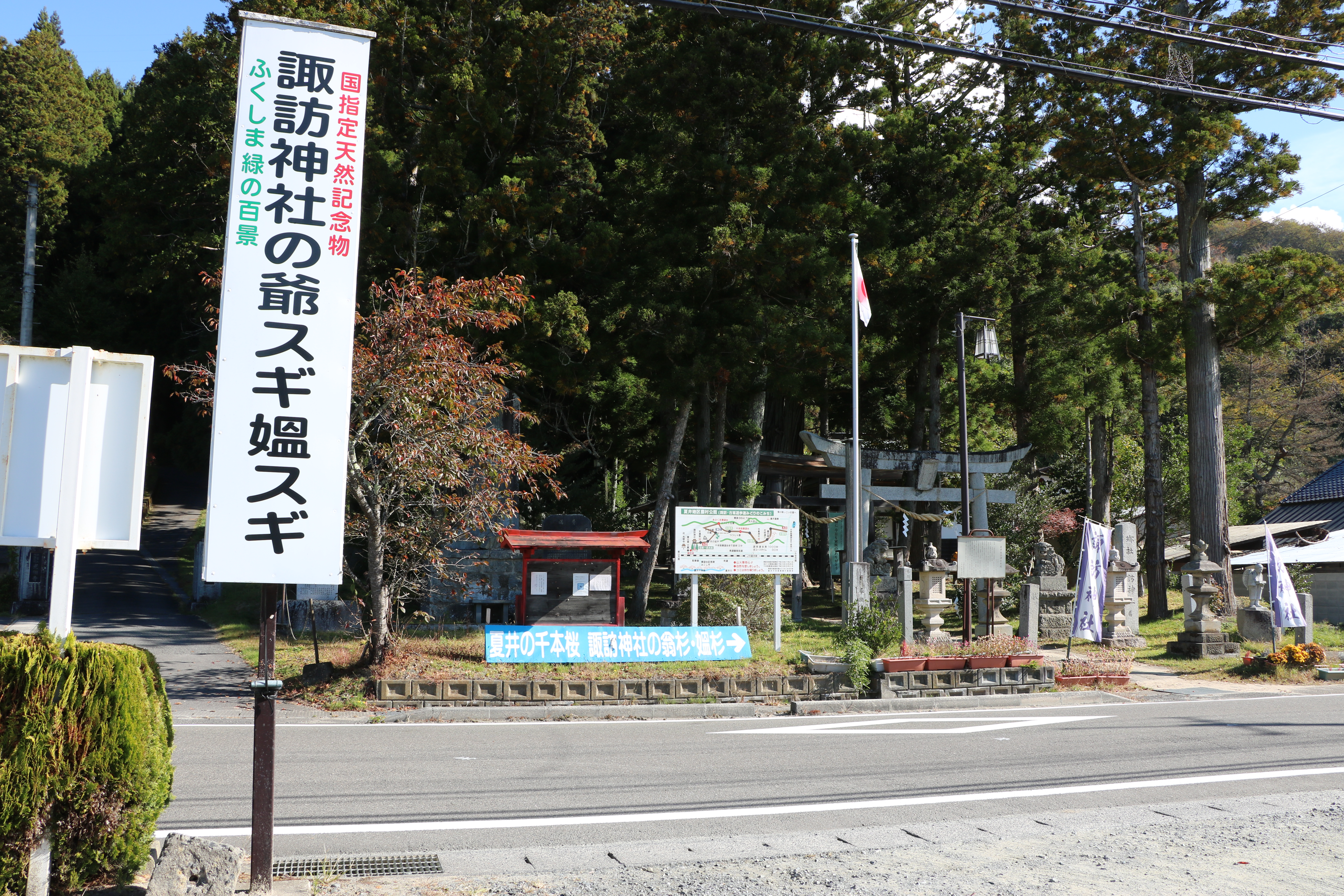
県道沿いの駐車場にある諏訪神社の爺（翁）スギ媼スギの看板。2023年10月25日撮影。

## 交通アクセス
所在地
- 福島県田村郡小野町大字夏井字町屋137[21]。

交通
- 磐越自動車道小野インターチェンジより車で約15分[22]。
- JR磐越東線夏井駅より徒歩約5分[6][22]。
- JR磐越東線小野新町駅よりタクシーで約10分[22]。